# Plebejus homeyeri
Plebejus homeyeri är en fjärilsart som beskrevs av Herman Dewitz 1879. Plebejus homeyeri ingår i släktet Plebejus och familjen juvelvingar. Inga underarter finns listade i Catalogue of Life.